# Donald Dupree
Donald Victor Dupree, detto Don Dupree senior (Saranac Lake, 10 febbraio 1919 – Saranac Lake, 1º maggio 1993) è stato un bobbista statunitense.

## Biografia
Ai V Giochi olimpici invernali (edizione disputatasi nel 1948 a Sankt Moritz, Svizzera) vinse la medaglia di bronzo nel Bob a quattro con i connazionali Thomas Hicks, James Bickford e William Dupree partecipando per la nazionale statunitense I, meglio di loro la nazionale belga a l'altra statunitense (medaglia d'argento e medaglia d'oro).
Il tempo totalizzato fu di 5:21,5 la distanza dagli altri due tempi fu breve: 5:20,1, e 5:21,3. Anche suo fratello Bill Dupree militava nella stessa disciplina.
Inoltre ai campionati mondiali vinse una medaglia d'argento:
- Campionati mondiali di bob 1949, medaglia d'argento nel bob a quattro con Henry Sterns, Pat Buckley e James Bickford;